# F-skatt
F-skatt är en skatteform för svensk preliminär skatt som betalas av den som bedriver näringsverksamhet. "F" i F-skatt står för företag och kan alltså utläsas företagsskatt. På motsvarande sätt står "A" i A-skatt för anställd. 
En F-skattare har av Skatteverket fått rätt att själv betala in preliminärskatt och sociala avgifter. I den preliminära F-skatten ingår kommunalskatt, statlig inkomstskatt och sociala avgifter. Eftersom F-skattaren själv betalar in sin preliminärskatt och sina egna sociala avgifter slipper en kund/uppdragsgivare/utbetalare som anlitar en F-skattare att betala sociala avgifter för F-skattaren.
En egenföretagare får ett F-skattebevis samt en F-skattsedel, då egenföretagaren ansöker om F-skatt. Att företaget betalar F-skatt finns registrerat hos Skatteverket. 
Texten "Godkänd för F-skatt" ska stå på varje faktura.

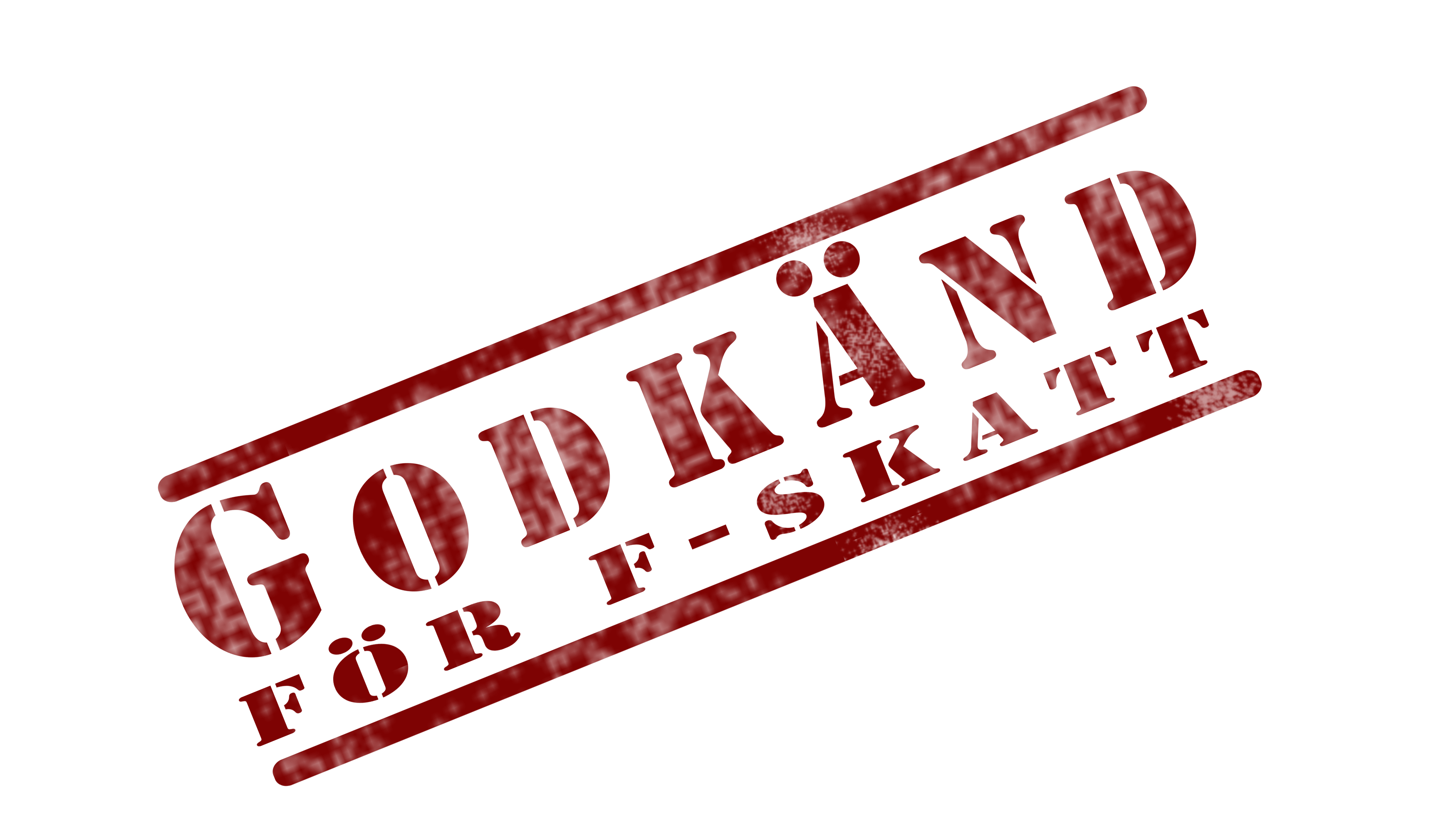
Texten "Godkänd för F-skatt" utformad som en stämpel.